# 4084 Hollis
4084 Hollis је астероид главног астероидног појаса са средњом удаљеношћу од Сунца која износи 2,909 астрономских јединица (АЈ).
Апсолутна магнитуда астероида је 11,8.